# Saint-Étienne-sur-Chalaronne
Saint-Étienne-sur-Chalaronne är en kommun i departementet Ain i regionen Auvergne-Rhône-Alpes i östra Frankrike. Kommunen ligger  i kantonen Thoissey som ligger i arrondissementet Bourg-en-Bresse. Kommunens areal är 20,99 km². År 2022 hade Saint-Étienne-sur-Chalaronne 1 625 invånare.

## Befolkningsutveckling
Antalet invånare i kommunen Saint-Étienne-sur-Chalaronne
Referens: INSEE